# Pegatron
Pegatron Corporation (estilitzat com PEGATRON; en xinès 和碩聯合科技股份有限公司) és una empresa de fabricació d'electrònica taiwanesa que desenvolupa principalment informàtica, comunicacions i electrònica de consum per a venedors de marca. També desenvolupa, dissenya i fabrica perifèrics i components informàtics. Els productes principals de Pegatron inclouen ordinadors portàtils, netbooks, ordinadors de sobretaula, consoles de jocs, dispositius portàtils, plaques base, targetes de vídeo i televisors LCD, així com productes de comunicació de banda ampla com ara telèfons intel·ligents, decodificadors i mòdems per cable.

## Història
El gener de 2008, ASUS va començar una important reestructuració de les seves operacions, dividint-se en tres companyies independents: ASUS (enfocada en ordinadors i electrònica de marca pròpia); Pegatron (centrat en la fabricació OEM de plaques base i components); i Unihan Corporation (centrat en la fabricació que no sigui de PC, com ara caixes i modelat). En el procés de reestructuració, una reestructuració del pla de pensions molt criticada va reduir efectivament els saldos de pensions existents. L'empresa va abonar totes les aportacions fetes anteriorment pels empleats. L'1 de juny de 2010, ASUS es va separar de Pegatron.
Pegatron s'ha convertit en els darrers anys en un important proveïdor de components per a Tesla Inc. Durant la segona onada de la pandèmia COVID-19 a l'Índia, Pegatron va haver d'aturar la seva producció quan alguns empleats van donar positiu al virus. La planta de Pegatron a l'Índia es va fer càrrec d'alguna producció d'iPhones d'Apple a causa de la pandèmia que va afectar les seves operacions a Shenzhen.